# Артемьев, Александр Алексеевич
Алекса́ндр Алексе́евич Арте́мьев (27 декабря 1922 — 28 апреля 1989) — участник Великой Отечественной войны, заместитель командира эскадрильи 566-го штурмового авиационного полка 277-й штурмовой авиационной дивизии 1-й воздушной армии 3-го Белорусского фронта, старший лейтенант.
Герой Советского Союза (19.04.1945), полковник в запасе с 1961 года.

## Биография
Родился 27 декабря 1922 года в селе Федоровское ныне Суздальского района Владимирской области в семье рабочего. Русский. В 1930 году переехал в город Владимир, где в 1939 году окончил 8 классов средней школы. Затем год учился во Владимирском сельскохозяйственном техникуме. В феврале 1940 года поступил на завод, где работал учеником-заточником, одновременно учился в аэроклубе.
В мае 1940 года был призван в Красную армию. Был зачислен в Олсуфьевскую авиационную школу стрелков-бомбардиров (штурманов), затем был переведён в Балашовскую военную авиационную школу пилотов, которую окончил в сентябре 1941 году. На фронт в первые дни войны не попал, оставался в тылу, осваивал новый самолёт — Ил-2. В 1943 году окончил Краснодарское объединённое военное авиационное училище. Член ВКП(б) с 1943 года.
С января 1944 года на фронте. В составе эскадрильи 566-го штурмового авиационного полка принимал участие в боях на Ленинградском и 3-м Белорусском фронтах. Был лётчиком, старшим лётчиком, командиром авиационного звена, заместителем командира авиационной эскадрильи.
К февралю 1945 года заместитель командира эскадрильи старший лейтенант Артемьев произвел 160 боевых вылетов, провёл 22 воздушных боя, сбил 1 самолёт, уничтожил 21 танк, 39 автомашин, много другой боевой техники и живой силы противника.
Указом Президиума Верховного Совета СССР от 19 апреля 1945 года за образцовое выполнение заданий командования и проявленные мужество и героизм в боях с немецко-фашистскими захватчиками старшему лейтенанту Артемьеву Александру Алексеевичу присвоено звание Героя Советского Союза с вручением ордена Ленина и медали «Золотая Звезда» (№ 6223).
Войну закончил командиром эскадрильи. Последние боевые вылеты совершил в небе Восточной Пруссии, день победы встретил в Кёнигсберге (ныне — Калининград). К концу войны на счету капитана Артемьева было 226 боевых вылетов.
После войны продолжал службу в ВВС. Занимал должности старшего инспектора-летчика Управления ВВС военного округа, заместителя командира авиационного полка, начальника штаба авиационного полка, заместителя начальника штаба части. В 1954 году окончил Военно-воздушную академию. С 1961 года полковник Артемьев — в запасе.
Жил в городе Орле. Работал военруком ГПТУ № 4. Скончался 28 апреля 1989 года. Похоронен на Лужковском кладбище Орла рядом с супругой Александрой Ивановной, которую пережил всего на 14 месяцев.

## Награды
- Медаль «Золотая Звезда» Героя Советского Союза (№ 6223; 19.04.1945)
- Орден Ленина (19.04.1945)
- Три ордена Красного Знамени (17.06.1944; 2.08.1944; 5.11.1944)
- Два ордена Отечественной войны I степени (22.02.1945; 6.04.1985)
- Два ордена Красной Звезды (25.02.1944; 30.12.1956)
- Медали, в том числе:
  - Медаль «За победу над Германией в Великой Отечественной войне 1941—1945 гг.»
  - Юбилейная медаль «Двадцать лет Победы в Великой Отечественной войне 1941—1945 гг.»
  - Юбилейная медаль «Тридцать лет Победы в Великой Отечественной войне 1941—1945 гг.»
  - Юбилейная медаль «Сорок лет Победы в Великой Отечественной войне 1941—1945 гг.»

## Память

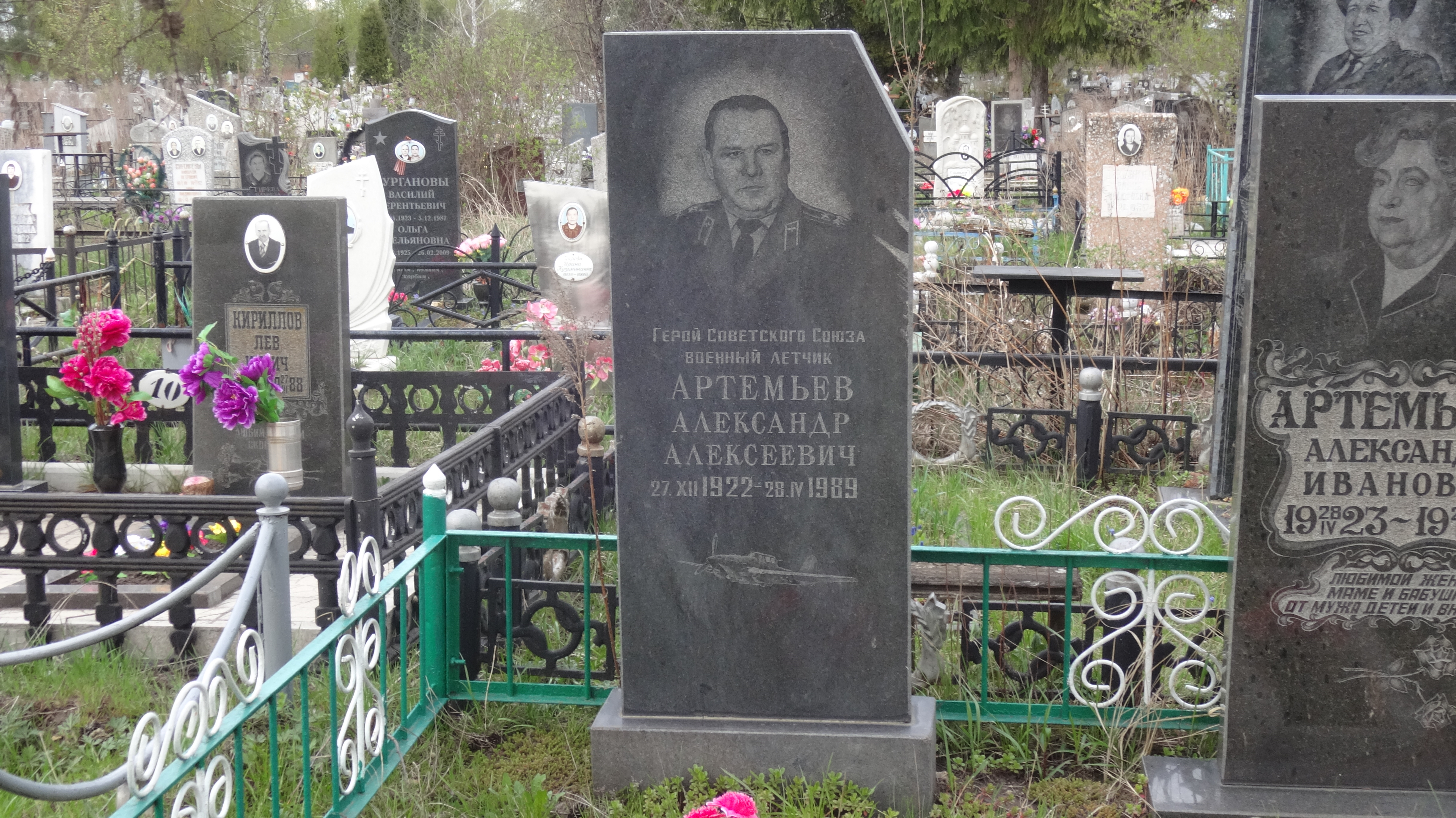
Могильная плита А. А. Артемьева в Орле.

- Стела с барельефом Героя установлена в мае 2010 года на мемориале на площади Победы в городе Владимире.